# Расмус
„Дъ Расмус“ (The Rasmus, на английски: The и на шведски: Rasmus; Расмус е мъжко име срещащо се най-често в Швеция, Финландия, Норвегия и Дания) – финландска рок група, появила се на световната сцена след албума Dead Letters.

## История
Групата се създава през 1995 година, като първоначално съществува като ученическа група, а по-късно започва да записва и издава албуми.
Съставена е от Лаури Юльонен (Lauri Ylönen) /вокалист/, Паули Рантасалми (Pauli Rantasalmi) /китара/, Ееро Хейнонен (Eero Heinonen) /баскитара/ и Яне Хейсканен (Janne Heiskanen) /барабани/, който през 2000 /преди излизането на 'Into'/ е заменен от Аки Хакала (Aki Hakala).
Лаури и Ееро са близки приятели, откакто са се запознали в 3-ти клас. По-късно в гимназията се запознават с Паули около 90 година и решават да правят своя музика. Първият вариант на групата се появява през 1994 г. „Дъ Расмус“ започват като училищна група под името Sputnik, което после променят на Anttila. Първите 3 албума са познати като „Расмус“ и чак след новия договор с музикалната компания 'Playground' се преименуват на „Дъ Расмус“. Често твърдят, че името на групата не значи нищо, но Ееро в едно от интервютата им споменава, че то идва от думите trash и mosh /trash music и mosh pit/. През 1995 година срещат своя първи мениджър Тея Котилайнен (Teja Kotilainen) докато свирят в клуб, наречен Oranssi /Оранжево/ и започват да работят по някои песни. През декември същата година издават първия си диск със заглавието '1st', а следващата година и първият им албум „Peep“.
Преди да запише втория си албум „Playboys“ групата изнася над 100 концерта само за една година. Playboys се продава добре и скоро след това „Дъ Расмус“ получава първата си награда „Ема“ („Emma“, финска версия на Grammy) за най-добра нова група. През 1999 групата издава третия си албум Hell Of A Tester, от който песента 'Liquid' е гласувана сингъл на годината. Ноември 2000 г. барабаниста Яне напуска групата и е заменен от Аки. Тогава името на групата се промена от „Расмус“ на „Дъ Расмус“ поради объркване с шведския DJ със същото име.
През 2001 г. „Дъ Расмус“ се прехвърля при Playground Music Scandinavia в Стокхолм и издава многообещаващия сингъл 'F-F-Falling'. За тази песен членовете на групата казват „Бяхме толкова нервни за тази песен. Беше очевидно или хит или провал“. Сингълът веднага става номер едно и се продава платинум.
След няколко месеца правят техния четвърти албум 'Into' в Стокхолм и го идават в Скандинавия, където се изкачва по чартовете. Мотивирани от успеха, момчетата свири на всички големи фестивали във Финландия.
„Дъ Расмус“ са получили много златни и платинени албуми, както и много финландски грамита и сега имат масивно последователство. Те са били съпорт на няколко известни групи по пътя си към върха, някои от които са, ХИМ, Ред Хот Чили Пепърс и Роксет
Вокалиста Лаури казва за своите текстове: „Моите текстове винаги са лични и всяка дума има значение, което ми напомня за нещо което се е случило“. За 'Dead Letters' казва: „Всяка песен е писмо до някой. Може да е признание, извинение или вик за помощ.“ Dead letters е албумът, който ги изстрелва към световните класации и ги прави една от най-нашумелите и известни групи от Финландия. Следват множество турнета, фестивали и интерв'та, които увеличават славата им, като дори издават албумите си в САЩ и Япония.
След 2 години излиза и Hide from the Sun, с който момчетата продължават да обират овации по цял свят. Попроменили малко стила, станали, както сами казват, малко по-тъмни, те разчупват познатия веселяшки rasmus стил с помощта на колегите им от Апокалиптика, повече рифове и други. Групата отделя и значително време за феновете си от САЩ.
Талантът им привлича вниманието на известния продуцент Desmond Child работил с артисти като Alice Cooper, Bon Jovi, Ricky Martin и решават да направят заедно Black Roses, който излиза през септември 2008. Албумът е едно завръщане, казват момчетата, към стария Расмус стил. И макар тектовете да не могат да се нарекат кой знае колко по-весели, наистина може да се усети промяната след Hide from the Sun. Групата започна дългото си зимно турне, с което бе удостоена и България на 12 февруари 2009.

## Членове
в групата са
Лаури Юльонен
Аки Хакала
Паули Рантасалми
Ееро Хейнонен

в оригинален състав мястото на Аки е заемал Яне Хейсканен

## Дискография

### Албуми
| Обложка | Информация |
| ------- | --- |
|         | Peep - Излиза: май 1996 /във Финландия, Руско, Естнонско и Японско издание/ - Компания: Warner Music Finland - В класациите: #16 - Продажби във Финландия: 21 000 бр: златен - Сингли: 1st, 2nd, 3rd |
|         | Playboys - Излиза: август 1997 (Финландско и Японско издание) - Компания: Warner Music Finland - В класациите: #5 - Продажби във Финландия:? бр - Сингли: Blue (повече от 9700 бр: златен), Playboys, Ice, Kola |
|         | Hell of a Tester - Излиза: ноември 1998 - Компания: Warner Music Finland - В класациите: #16 - Продажби във Финландия:? бр - Сингли: Liquid, Swimming with the Kids |
|         | Into - Излиза: март 2001 /Финландско и Шведско издание/ - Компания: Playground Music - В класациите: #1 - Продажби във Финландия: 73 000 бр: платинен - Сингли: F-F-F-Falling (платинен), Chill (златен), Madness, Heartbreaker/Days |
|         | Hell of a Collection - Излиза: ноември 2001 - Компания: Warner Music Finland - В класациите: #2 - Продажби във Финландия: 50 000 бр: платинен + златен - Сингли: — - Други: Първият им сборен албум |
|         | Dead Letters - Излиза: март 2003 /издания: за Европа, Австралия, САЩ, Япония / - Компания: Playground Music - В класациите: #1 - Продажби във Финландия: 77 000 бр: платинен + златен - Сингли: In the Shadows (златен), In My Life, First Day of My Life, Funeral Song (The Resurrection), Guilty - Други: интернационално осем пъти златен и пет пъти платинен |
|         | Hide from the Sun - Излиза: 12. септември 2005 /Европейско и Японско издание/, 10. октомври 2006 /за САЩ/ - Компания: Playground Music - В класациите: #1 - Продажби във Финландия: 38 000 бр: платинен (предваритено) - Сингли: No Fear, Sail Away, Shot, Keep your heart broken                                                                                |
|         | Black Roses - Излиза: септември 2008 - Компания: Playground Music - В класациите: #1 - Сингли: Livin' in a world without you, Justify\|- |
|         | The Rasmus - Излиза: 2012 - Компания: Universal Music - В класациите: - Сингли: |
|         | Dark Matters - Излиза: 2017 - Компания: Playground Music - В класациите: - Сингли: |

### Други издания
- Into (Special Edition) (2003)
- Dead Letters (Limited Edition) (2003)
- Hide from the Sun (Limited Edition) (2005)
- Hide from the Sun (Mexican Tour, Limited Edition)(2006)

### Сборни албуми
| Обложка | Информация |
| ------- | --- |
|         | Hell of a Collection - Излиза: ноември 2001 - Компания: Warner Music Finland - В класациите: #2 - Продажби във Финландия: 50 000 бр: платинен + златен |

### Сингли
| - 1st (1995) - 2nd (1996) - 3rd (1996) - Blue (1997) - Kola (1997) - Playboys (1997) - Ice (1998) - Liquid (1998) | - Swimming with the kids (1999) - F-F-F-Falling (2001) - Chill (2001) - Madness (2001) - Heartbreaker/Days (2002) - In the Shadows (2003) - In My Life (2003) | - First Day of My Life (2003) - Funeral Song (The Resurrection) (2004) - Guilty (2004) - No Fear (2005) - Sail Away (2005) - Shot (2006) - Immortal (2006) - Keep Your Heart Broken (2006)/радио сингъл/ | - Livin' in a world without you (2008) - Justify (2009) |

### DVD
Live Letters 22. 11. 2004 /Playground Music./

## Турнета
| Година  | Турне                      | Страни | Градове | Концерти |
| ------- | -------------------------- | ------ | ------- | -------- |
| 2003-05 | Турне на Dead Letters      | 29     | 107     | 296      |
| 2005-06 | Турне на Hide from the Sun | 36     | 110     | 249      |
| 2009    | Турне на Black Roses       |        |         |          |